# Кедров, Филипп Григорьевич
Фили́пп Григо́рьевич Ке́дров (25 июля 1909, с. Алнаши, Вятская губерния (ныне Алнашского района Удмуртии) — 13 февраля 1944, под Витебском) — удмуртский советский писатель, поэт и педагог.

## Биография
Родился в бедной крестьянской семье. Рано остался сиротой. После окончания школы поступил в педагогический техникум г. Можги, принимал активное участие в работе литературного кружка. С 1928 учительствовал в Кадиковской школе Алнашского района, после преподавал в Асановском сельскохозяйственном техникуме.
В 1929—1931 гг. работал в редакции газеты «Гудыри». Затем был призван в Красную Армию. В Баку он учился на курсах красных командиров, воинскую службу проходил в г. Овруч, на Украине. Демобилизовавшись, Ф. Кедров вновь приступил к учительской работе.
Позже поэт переходит на работу в Удмуртское книжное издательство, в пионерскую газету «Дась лу!». В 1938—1940 годах — студент Удмуртского государственного педагогического института (УГПИ).
В 1936 принят в Союз писателей СССР.
Участник Великой Отечественной войны. С 1941 на фронте. Был контужен, получил ранение, попал в окружение, сражался в партизанском отряде. За боевые заслуги перед Отечеством награждался медалями и орденом Красной Звезды.
Отличился будучи командиром роты, 13 февраля 1944 года рота Ф. Кедрова под миномётным и пулемётным огнём противника достигла немецких траншей, нанесла большой урон противнику. В решительной схватке Ф. Кедров погиб на поле боя, был награждён Орденом Отечественной войны I степени, посмертно.  Место захоронения  неизвестно.

## Творчество
Первые стихи Ф. Кедрова были опубликованы в 1927 году. На раннем этапе своего творчества часто писал стихи для детей.
Поэзия Ф. Кедрова наполнена духом тридцатых годов. В своих стихах поэт воспевает строительство новой жизни, сравнивает его со старым миром. Кедров пробовал себя и в драматургии, сочинил пьесу «Горд з: намя» (рус. «Красное знамя»), в которой речь идёт о фашизме и его распространении в Германии. В военные годы его творчество обрело новую силу. На войне он продолжал своё творчество, его стихи публиковались в газете «Советской Удмуртия» и в коллективных поэтических сборниках.
Наиболее значительное произведение — повесть «Катя» (1940), о классовом расслоении в дореволюционном удмуртском селе и политической активизации бедноты перед Октябрьской революцией, в которой создан образ женщины-удмуртки, выступающей против угнетателей народа. Повесть стала основой первой удмуртской оперы «Наталь» (муз. А. Корепанова).
В оригинале на удмуртском языке и в переводе на русский язык повесть «Катя» выдержала несколько изданий.

Филипп Кедров не успел создать толстых книг. Он нам оставил стихи, поэмы, небольшую повесть «Катя», пьесу. Но разве количеством написанного измеришь значение поэта? Произведения Филиппа Кедрова, как его лирика, так и повесть «Катя», заняли достойное место в удмуртской литературе.— литературовед А. А. Ермолаев, 2013 год

## Память
Начиная с 1954 года периодически публикуются произведения Филиппа Кедрова. В 1954 году вышло второе издание повести «Катя», а  
в 1999 году в издательстве «Удмуртия» вышел сборник стихов Филиппа Кедрова «Песня не умрёт» на удмуртском и в переводе на русском языках.